# Fust-Schöffer-Bibel

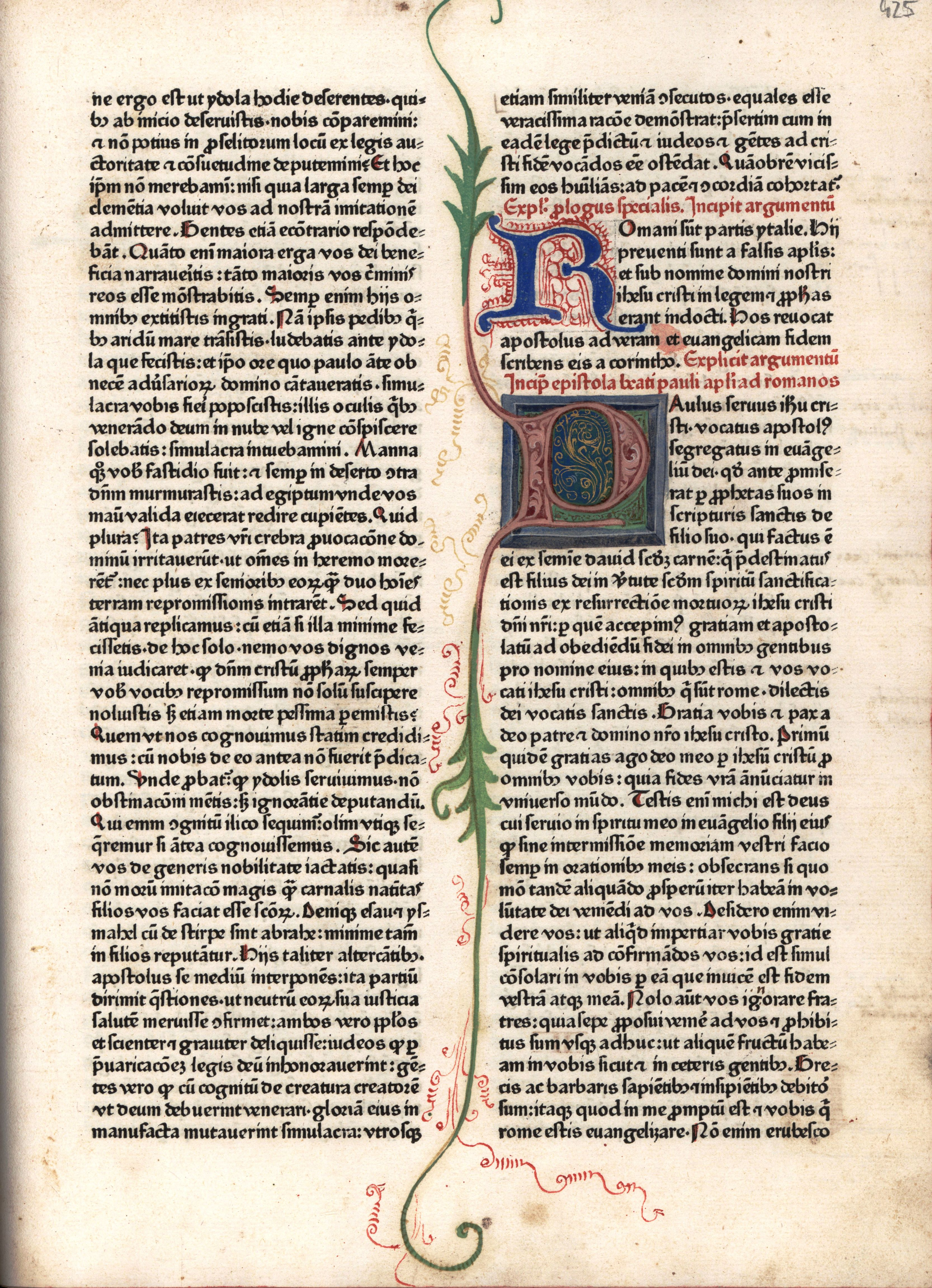
Fust-Schöffer-Bibel, Ende des Prologs zum Römerbrief und Anfang des Briefs

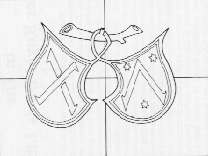
Allianzwappen Fust & Schöffer

Die Fust-Schöffer-Bibel (B 48) ist ein Wiegendruck aus der Werkstatt von Johannes Fust und Peter Schöffer in lateinischer Sprache aus dem Jahr 1462.

## Geschichte
Johann Fust und Peter Schöffer arbeiteten in der direkten Nachfolge von Johannes Gutenberg in der von ihm übernommenen Werkstatt in Mainz. Der B 48 vorangegangen waren drei andere gedruckte Bibelausgaben: Die 42-zeilige Gutenbergbibel (1455), die 36-zeilige Bibel von Pfister aus Bamberg (1459/60) und die 49-zeilige Bibel von Mentelin aus Straßburg (um 1460).
Bei der Fust-Schöffer-Bibel handelt es sich um die erste Bibelausgabe, in der Drucker und Druckdatum genannt sind und die eine Druckermarke (Druckersignet) aufweist, ein „Allianzwappen“ von Fust und Schöffer. 20 auf Pergament gedruckte Exemplare sind erhalten, 17 davon in öffentlichen Sammlungen.

## Buchbeschreibung
Die Bibel ist in einer von Schöffer entworfenen Gotico-Antiqua-Schrift gedruckt, 48-zeilig und zweispaltig. Die Buchblöcke verließen die Werkstatt von Schöffer und Fust in der Regel ohne weitere Gestaltung, aber mit Platz in und zwischen den Schriftblöcken, um – jeweils dem örtlichen oder persönlichen Geschmack des Käufers entsprechend – nachträglich illuminiert zu werden.

## Wert
Am 25. November 2019 wurde bei Ketterer in Hamburg ein auf Pergament gedrucktes, in zwei Bänden gebundenes Exemplar versteigert, das in Norditalien in zwei Etappen prachtvoll illuminiert wurde und bei dem die erste Lage (10 Blatt) des ersten Bandes aus einer anderen B 48, der „Bibel mit dem Taubenwappen“, wohl Ende des 18. oder Anfang des 19. Jahrhunderts ergänzt wurde, wodurch dieses Exemplar auch einige Initialen von Guglielmo Giraldi aus Ferrara enthält. Die Eigentumsverhältnisse an diesem Exemplar können bis vor 1829 zurückverfolgt werden. Damals gehörte sie George Hibbert. Zuletzt gehörte die Bibel zur privaten Sammlung Antiquariat Bibermühle.
Bei der Versteigerung an einen Schweizer Sammler wurde ein Preis von 1,05 Mill. Euro erzielt; der Schätzpreis bei der Auktion lag bei 1 Mio. Euro. Ein Schätzwert durch Tilo Brandis 2016 hatte 2,2 Mio. Euro betragen.